# Butts: A Backstory
Butts: A Backstory es una microhistoria de 2022 de la periodista Heather Radke. Examina la historia cultural de las nalgas de las mujeres. Recibió críticas generalmente positivas y fue incluido en las listas de los mejores libros del año de Time, Esquire, Amazon, Inc. y Publishers Weekly.

## Contenido
El libro examina la historia cultural que rodea las nalgas de las mujeres. Aborda la explotación, los cambios históricos en la moda femenina, los cambios históricos en los conceptos de atractivo sexual, dismorfia corporal, vergüenza corporal, misoginia, experiencias específicas de género, eugenesia, apropiación, monetización, cultura popular, estereotipos raciales y racismo pseudocientífico. También investiga el desarrollo evolutivo de las nalgas humanas.

## Publicación
El libro fue publicado en noviembre de 2022 por Avid Reader y es el primero de Radke.

## Recepción
El libro recibió reseñas favorables en múltiples publicaciones nacionales y fue incluido en múltiples listas de los mejores. Publishers Weekly, calificándolo de «inteligente» y «un estudio esencial de 'ideas y prejuicios' sobre el cuerpo femenino», le otorgó una reseña destacada y lo incluyó en su lista de los mejores libros de no ficción de 2022. Time lo nombró entre sus 100 libros de lectura obligada del año. Esquire lo calificó de «tremendamente entretenido» y «el mejor tipo de no ficción, del tipo que te obliga a ver algo ordinario a través de ojos completamente nuevos» y lo incluyó en su lista de los mejores libros de 2022. Library Journal calificó la escritura de Radke de «cautivadora» y su enfoque de «ingenioso». Amazon lo incluyó en su lista de los 20 mejores libros del año. Inc. lo incluyó en su lista de los mejores libros del año.
Algunas críticas fueron más variadas. The Washington Post calificó el libro de «ganador, descarado y esclarecedor», pero calificó la introducción de «débil y gratuita». Kirkus lo llamó «un descubrimiento exhaustivo del simbolismo, la historia y el significado del trasero femenino en la cultura occidental», pero dijo que «el lenguaje y las estructuras de las oraciones del libro son repetitivos, incluso tediosos».

## Autor
Radke es reportera de Radiolab. Creció cerca de Lansing, Míchigan.
Después de graduarse de la universidad en 2005, Radke asistió al Instituto Salt de Estudios Documentales. Vivió durante una década en Chicago, donde trabajó en la Biblioteca Newberry y luego como curadora en el Museo Jane Addams Hull-House. Tiene un máster en Bellas Artes en no ficción de la Escuela de Artes de la Universidad de Columbia. Enseña escritura creativa en Columbia y fundó la Iniciativa de Escritores Encarcelados de la universidad.
A partir de 2022, Radke vive en la ciudad de Nueva York. Tiene una hija nacida en julio de 2022.